# James Timlin
James Clifford Timlin (ur. 5 sierpnia 1927 w Scranton, zm. 9 kwietnia 2023 tamże) – amerykański duchowny katolicki, emerytowany biskup diecezji Scranton.

## Życiorys
Przyszedł na świat w rodzinie Jamesa i Helen z domu Norton. Po ukończeniu edukacji wstąpił do seminarium duchownego NMP w Baltimore. Kształcił się następnie w Rzymie w Kolegium Ameryki Północnej, a także Uniwersytecie Gregoriańskim. Święcenia kapłańskie otrzymał 16 lipca 1951 roku, a udzielił ich abp Martin John O’Connor, ówczesny rektor Kolegium Ameryki Płn. w Rzymie. Po uzyskaniu w roku 1952 licencjatu z teologii powrócił do kraju i rozpoczął pracę duszpasterską jako wikariusz w parafiach rodzinnej diecezji. W roku 1966 został asystentem kanclerza diecezji i prywatnym sekretarzem ordynariusza Scranton. Podniesiony do rangi kapelana Jego Świątobliwości, a następnie prałata honorowego Jego Świątobliwości. Jako przewodniczący działał w Diecezjalnej Komisji Liturgicznej. Od roku 1972 członek Diecezjalnej Rady Konsultorów.
26 lipca 1976 otrzymał nominację na pomocniczego biskupa Scranton ze stolicą tytularną Gunugus. Sakry udzielił zwierzchnik diecezji bp Joseph Carroll McCormick. Jako sufragan został również wikariuszem generalnym i proboszczem parafii Narodzenia Pańskiego. 24 kwietnia 1984 roku został ordynariuszem rodzinnej diecezji. Był pierwszym rdzennym duchownym w historii diecezji, który został jej pasterzem. Podczas swego pasterzowania zaangażował się m.in. w zwołanie synodu diecezjalnego, przeprowadził restrukturyzację parafii z powodu braku kapłanów, a także wprowadził nową politykę organizacyjną dla sieci szkół katolickich. Na emeryturę przeszedł w roku 2003. Od lipca 2004 sprawuje funkcję rektora Domu Księdza Emeryta w Dunmore, Pensylwania.
Bp Timlin jest jednym z najbardziej konserwatywnych biskupów amerykańskich. Znany jest ze swego zamiłowania do liturgii przedsoborowej. W roku 1997 zezwolił na założenie w obrębie swej diecezji Bractwa św. Jana, które kultywowało sprawowanie liturgii klasycznej. Wspiera również Bractwo Kapłańskie Świętego Piotra, które od kilkunastu lat posiada swoje seminarium na terenie USA w Denton w stanie Nebraska. Jako biskup współkonsekrator w 2010 roku wziął udział w uroczystym poświęceniu kaplicy tegoż bractwa (w liturgii w tradycyjnej formie rytu rzymskiego wziął udział m.in. osobisty wysłannik papieża kardynał William Joseph Levada).